# Juan Francisco Espino
Juan Francisco Espino Dieppa (Las Palmas de Gran Canaria, España; 9 de octubre de 1980), más conocido como Juan Espino, es un artista marcial mixto español retirado. Compitió en la Ultimate Fighting Championship (UFC) en la categoría de peso pesado. Fue ganador del reality de la televisión estadounidense The Ultimate Fighters 28: Heavy Hitters, de la UFC 2018. La final se llevó a cabo en Las Vegas y se impuso con una palanca de brazo a Justin Frazier, a los 3:36 de la primera ronda.
Juan Espino posee uno de los cuatro Scarf Hold Choke en la historia de UFC, se lo hizo a Jeff Hughes en el evento UFC 253 de Abu Dabi. 
Se retiró de la actividad en abril de 2023 debido a las lesiones reiteradas. El 23 de marzo de 2024 se hizo oficial su retirada en un combate de despedida contra Antônio Silva en el Gran Canaria Arena, ubicado en su ciudad natal.

## Trayectoria deportiva
Juan Espino se inició en la lucha canaria donde alcanzó el nivel de puntal A, máximo grado en este deporte, así como varios títulos individuales y colectivos. Simultáneamente se formó en otros estilos de lucha como el ssireum coreano, el jiu-jitsu brasileño o el grappling.

### Grappling
En la modalidad de grappling, ha sido medalla de oro (en la categoría absoluta) en el Campeonato Mundial de 2011 celebrado en Belgrado (Serbia), después de vencer en la final al estadounidense Kelly Anundson. Conquistó la medalla de oro y plata en gi y no-gi, respectivamente, en el Campeonato Mundial de 2012, celebrado en Cracovia (Polonia). Las medallas de oro en ambas modalidades de grappling en el Campeonato Mundial de 2013, celebrado en London (Canadá) —donde también consiguió el oro en artes marciales mixtas y en Jiu-Jitsu Brasileño—. El año siguiente logró la medalla de oro (en la modalidad de grappling sin kimono) y la medalla de bronce (en grappling con kimono) en el Campeonato Mundial celebrado en Moscú. También obtuvo una medalla de oro en el Campeonato Mundial de Grappling 2016, celebrado en Minsk (Bielorrusia), donde además consiguió la medalla de bronce en graplling no-gi, en la categoría de más de 100 kg.
En los Campeonatos Europeos, obtuvo medalla de oro en Bruselas (Bélgica), en 2012. El año siguiente, en Kecskemét (Hungría), tanto en grappling gi como en no gi, y en Sassari (Italia), en 2015, donde también consiguió el doblete.
Ha obtenido numerosos triunfos en distintas variantes de lucha: campeón de España (Gijón), en 2012 y 2013, en una modalidad de sambo. También fue campeón de Europa (León), en 2010, en luchas celtas. En 2010 fue campeón de Europa en Lucha Gouren, en el campeonato celebrado en la región francesa de Bretaña. En lucha leonesa, fue el vencedor del Primer Corro Europeo de Lucha Leonesa, y en la especialidad de lucha tártara se proclamó campeón de Europa en 2013, en Mamaia (Rumania).

#### Palmarés internacional
| Campeonato Mundial de Grappling | Campeonato Mundial de Grappling | Campeonato Mundial de Grappling | Campeonato Mundial de Grappling |
| Año                             | Lugar                           | Medalla                         | Categoría                       |
| ------------------------------- | ------------------------------- | ------------------------------- | ------------------------------- |
| 2011                            | Belgrado (Serbia)               | Medalla de oro                  | Grappling Absoluto              |
| 2012                            | Cracovia (Polonia)              | Medalla de oro                  | Grappling Gi +100 kg            |
| 2012                            | Cracovia (Polonia)              | Medalla de plata                | Grappling No-Gi +100 kg         |
| 2013                            | London (Canadá)                 | Medalla de oro                  | Grappling Gi +100 kg            |
| 2013                            | London (Canadá)                 | Medalla de oro                  | Grappling No-Gi +100 kg         |
| 2014                            | Moscú (Rusia)                   | Medalla de oro                  | Grappling No-Gi +100 kg         |
| 2014                            | Moscú (Rusia)                   | Medalla de bronce               | Grappling Gi +100 kg            |
| 2016                            | Minsk (Bielorrusia)             | Medalla de oro                  | Grappling Gi +100 kg            |
| 2016                            | Minsk (Bielorrusia)             | Medalla de bronce               | Grappling No-Gi +100 kg         |
| Campeonato Europeo de Grappling |                                 |                                 |                                 |
| Año                             | Lugar                           | Medalla                         | Categoría                       |
| 2012                            | Bruselas (Bélgica)              | Medalla de oro                  | Grappling No-Gi +100 kg         |
| 2013                            | Kecskemét (Hungría)             | Medalla de oro                  | Grappling Gi +100 kg            |
| 2013                            | Kecskemét (Hungría)             | Medalla de oro                  | Grappling No-Gi +100 kg         |
| 2015                            | Sassari (Italia)                | Medalla de oro                  | Grappling No-Gi +100 kg         |
| 2015                            | Sassari (Italia)                | Medalla de oro                  | Grappling Gi +100 kg            |

### Lucha Laamb (senegalesa)
Su pericia en lucha Lamb o Lucha senegalesa, donde posee un récord de 7 victorias y 0 derrotas, inspiró un Informe Robinson —«Un león blanco en Senegal»—, le hizo ser el único extranjero y blanco reconocido por la Federación Nacional de Senegal (C.N.G.L.) y ganarse el apodo del «León Blanco».
Los combates han sido la mayoría en Dakar, así como en Valsequillo de Gran Canaria y París.
| Lucha Laamb | Lucha Laamb | Lucha Laamb   | Lucha Laamb          | Lucha Laamb | Lucha Laamb          |
| Resultado   | Récord      | Oponente      | Evento               | Fecha       | Localización         |
| ----------- | ----------- | ------------- | -------------------- | ----------- | -------------------- |
| Victoria    | 7-0         | Boynar        | Omnisport Bercy      | 2013        | París, Francia       |
| Victoria    | 6-0         | Cobra         | Demba Diop           | 2013        | Dakar, Senegal       |
| Victoria    | 5-0         | Keur Diene    | Ibo Mar Diop         | 2012        | Dakar, Senegal       |
| Victoria    | 4-0         | Elton         | Valsequillo          | 2012        | Gran Canaria, España |
| Victoria    | 3-0         | Pape Cargo    | Estadio Ibo Mar Diop | 2011        | Dakar, Senegal       |
| Victoria    | 2-0         | Yaoul Yare    | Estadio Ibo Mar Diop | 2010        | Dakar, Senegal       |
| Victoria    | 1-0         | Khadim Ndiaye | Estadio Demba Diop   | 2008        | Dakar, Senegal       |

### Gouren
En 2010, Espino ganó el Campeonato de Europa de Lucha Bretrona Gouren celebrado en la Bretaña Francesa.

### Lucha leonesa
En el año 2011 fue campeón del Primer Corro Europeo de Lucha leonesa que tuvo lugar en León (España).

### Kabaddi
En 2013 participó en la copa del mundo de Kabaddi, incluido en la selección española, que acudía por primera vez a un campeonato de este deporte originario de Bangladés.

### M.M.A. Amateur
En las Artes Marciales Mixtas, Juan Espino sostiene un récord de 17-0 en la categoría amateur, habiéndose proclamado Campeón de España, organizado por la FILA, en Gijón, Campeón de Europa FILA en Hungría y campeón del Mundo FILA en Canadá. Todos estos resultados fueron alcanzados en el año 2013. También consiguió el campeonato de España en 2014 y 2015.
Actualmente posee un récord en la categoría profesional de 10-2.
La trayectoria de Juan en las Artes Marciales Mixtas comienza con su primer combate profesional en 2009 contra el egipcio El Alfy Amr, en el Furious Fighting Championship 2, en Casablanca. Gana por sumisión con una llave kimura a los 35 segundos de combate. 
Continúa en 2010 ganando al rumano Ionut Simionescu, en el primer asalto. El combate tuvo lugar en el evento Jet Challenge, en Canarias, con el árbitro Alexis Santana. Gana con una llave de guillotina.
Su única derrota tuvo lugar en 2011 contra el ruso Vitali Minakov, en Moscú.
En el año 2013 Juan ficha por el equipo American Top Team, en Miami. Uno de los gimnasios de artes marciales mixtas más importantes a nivel mundial, donde se prepara a actuales y antiguos campeones de UFC, PRIDE, K-1, Bellator, DREAM y Strikeforce. Algunos nombres destacados, entre otros muchos, pueden ser Tyron Woodley, Amanda Nunes, Junior Dos Santos, Alexey Oleynik, Thiago Alves o Will Brooks.
A partir de aquí, vienen una serie de seis combates en los que Juan siempre se ha impuesto a sus rivales, comenzando por el holandés Jimmy van Bemmelen, en el evento AFL 11 en Canarias. Continúa con el Combate Cotas MMA 3 en Bolivia contra el estadounidense Rodney Wallace, ganando por decisión unánime. 
Vuelve a las Islas Canarias, para el evento Lanzarote Arena 2 - MMA, a finalizar con un nocaut técnico al inglés Stanlee Wilson en el primer asalto. Menos de un mes más tarde, vuelve a meterse en la jaula contra el albanés Dritan Barjamaj en el evento WTE Fight Championship - MMA & Muay Thai, el 14 de julio de 2017, ganando por sumisión en el minuto 1:39. 
El 23 de septiembre de 2017, va a Barcelona, al evento “Arnold Fighters / Titan Channel - War of Titans", a imponerse por mataleón al ucraniano Yuri Gorbenko. Su último combate tuvo lugar en octubre de 2017 en el evento FECALUMA - MMA-K-1-BJJ, en las Islas Canarias, contra el eslovaco Martin Buday. Ganó por decisión unánime. 
Juan Espino participa en el reality de la televisión estadounidense The Ultimate Fighter.

### Ultimate Fighting Championship
Juan Espino hizo su debut en UFC el 30 de noviembre de 2018 en UFC, dicho evento fue conocido como "The Ultimate Fighter: Heavy Hitters Finale". Luchó contra Justin Frazier para determinar el ganador del peso pesado de The Ultimate Fighter 28. "El guapo" ganó la lucha con una palanca de brazo (armlock) en la primera ronda de la pelea. Tras esta victoria se convierte en el primer español en ganar un combate en la UFC y se proclamó ganador de "The Ultimate Fighter 28: Heavy Hitters" junto a Macy Chiasson (ganadora femenina).
No obstante, Juan sufriría una lesión en la mano que lo alejaría del octágono por dos años. Esto se debió a que Juan tuvo que pasar 3 veces por el quirófano para recuperarse completamente de la lesión.
El 26 de septiembre de 2020 volvería al octágono y realizaría un combate en UFC contra Jeff Hughes, ganando por sumisión. El 17 de abril de 2021 se enfrentó a Alexander Romanov en UFC on ESPN: Whittaker vs. Gastelum.  Perdió con gran polémica debido a una decisión dividida precipitada por un rodillazo accidental que evitó que Alexander Romanov pudiera continuar peleando.
El 13 de febrero de 2024, se anunció que Espino enfrentaría a Antônio Silva el 23 de marzo de 2024, en una pelea de exhibición en La Despedida, en Gran Canaria Arena en Las Palmas en las Islas Canarias. La pelea terminó en empate.

## Récord en artes marciales mixtas
| Récord profesional | Récord profesional | Récord profesional |
| 12 peleas          | 10 victorias       | 2 derrotas         |
| ------------------ | ------------------ | ------------------ |
| Nocaut             | 1                  | 1                  |
| Sumisión           | 7                  | 0                  |
| Decisión           | 2                  | 1                  |

| Resultado | Récord | Oponente           | Método                        | Evento                                          | Fecha                    | Ronda | Tiempo | Localización                        | Notas                                                                      |
| --------- | ------ | ------------------ | ----------------------------- | ----------------------------------------------- | ------------------------ | ----- | ------ | ----------------------------------- | -------------------------------------------------------------------------- |
| Derrota   | 10-2   | Alexander Romanov  | Decisión técnica (dividida)   | UFC on ESPN: Whittaker vs. Gastelum             | 17 de abril de 2021      | 3     | 1:05   | Las Vegas, Nevada                   | Un rodillazo accidental en la ingle hizo que Romanov no pudiera continuar. |
| Victoria  | 10-1   | Jeff Hughes        | Sumisión (scarf hold choke)   | UFC 253                                         | 26 de septiembre de 2020 | 1     | 3:48   | Abu Dabi                            |                                                                            |
| Victoria  | 9-1    | Justin Frazier     | Sumisión (armlock)            | The Ultimate Fighter: Heavy Hitters Finale      | 30 de noviembre de 2018  | 1     | 3:36   | Las Vegas, Nevada                   | Ganó The Ultimate Fighter 28: Heavy Hitters. Actuación de la Noche.        |
| Victoria  | 8-1    | Martin Buday       | Decisión (unánime)            | FECALUMA - MMA-K1-BJJ                           | 14 de octubre de 2017    | 3     | 5:00   | Tenerife, Canarias                  |                                                                            |
| Victoria  | 7-1    | Yuri Gorbenko      | Sumisión (rear-naked choke)   | Arnold Fighters / Titan Channel - War of Titans | 23 de septiembre de 2017 | 1     | 2:27   | Barcelona, Cataluña                 |                                                                            |
| Victoria  | 6-1    | Dritan Barjamaj    | Sumisión (arm-triangle choke) | WTE Fight Championship - MMA & Muay Thai        | 14 de julio de 2017      | 1     | 1:39   | La Palma, Canarias                  |                                                                            |
| Victoria  | 5-1    | Stanlee Wilson     | TKO (golpes)                  | Lanzarote Arena 2 - Mixed Martial Arts          | 8 de julio de 2017       | 1     | 1:42   | Lanzarote, Canarias                 |                                                                            |
| Victoria  | 4-1    | Rodney Wallace     | Decisión (unánime)            | CCMMA - Combate Cotas MMA 3                     | 10 de junio de 2017      | 3     | 5:00   | Santa Cruz de la Sierra, Santa Cruz |                                                                            |
| Victoria  | 3-1    | Jimmy van Bemmelen | Sumisión (rear-naked choke)   | AFL 11 - Canarias                               | 25 de marzo de 2017      | 1     | 1:09   | Las Palmas, Canarias                |                                                                            |
| Derrota   | 2-1    | Vitaly Minakov     | TKO (golpes)                  | League S-70 - Sambo 70 vs. Spain                | 21 de abril de 2011      | 1     | 0:09   | Moscú                               |                                                                            |
| Victoria  | 2-0    | Ionut Simionescu   | Sumisión (guillotine choke)   | Jet Global Fitness Center - Jet Challenge       | 9 de octubre de 2010     | 1     | 4:07   | Las Palmas, Canarias                |                                                                            |
| Victoria  | 1-0    | El Alfy Amr        | Sumisión (kimura)             | FFC 2 - Furious Fighting Championship 2         | 21 de febrero de 2009    | 1     | 0:35   | Casablanca, Casablanca-Settat       |                                                                            |